# Osterholz bei Rentershofen
Osterholz bei Rentershofen este o arie protejată (arie specială de conservare — SAC, sit de importanță comunitară — SCI) din Germania întinsă pe o suprafață de 46,77 ha, integral pe uscat.

## Localizare
Centrul sitului Osterholz bei Rentershofen este situat la coordonatele 47°36′38″N 9°57′38″E / 47.6106°N 9.9606°E.

## Înființare
Situl Osterholz bei Rentershofen a fost declarat sit de importanță comunitară în noiembrie 2004 pentru a proteja 1 specie de plante. Situl a fost protejat și ca arie specială de conservare în aprilie 2016.

## Biodiversitate
Situată în ecoregiunea continentală, aria protejată conține 2 habitate naturale: Izvoare petrifiante cu formare de travertin (Cratoneurion), Păduri de fag Asperulo-Fagetum.
La baza desemnării sitului se află o specie protejată de  plante: papucul doamnei (Cypripedium calceolus).